# Rhipsalis elliptica
Rhipsalis elliptica är en kaktusväxtart som beskrevs av G. Lindb. och Karl Moritz Schumann. Rhipsalis elliptica ingår i släktet Rhipsalis och familjen kaktusväxter. Inga underarter finns listade i Catalogue of Life.

## Bildgalleri

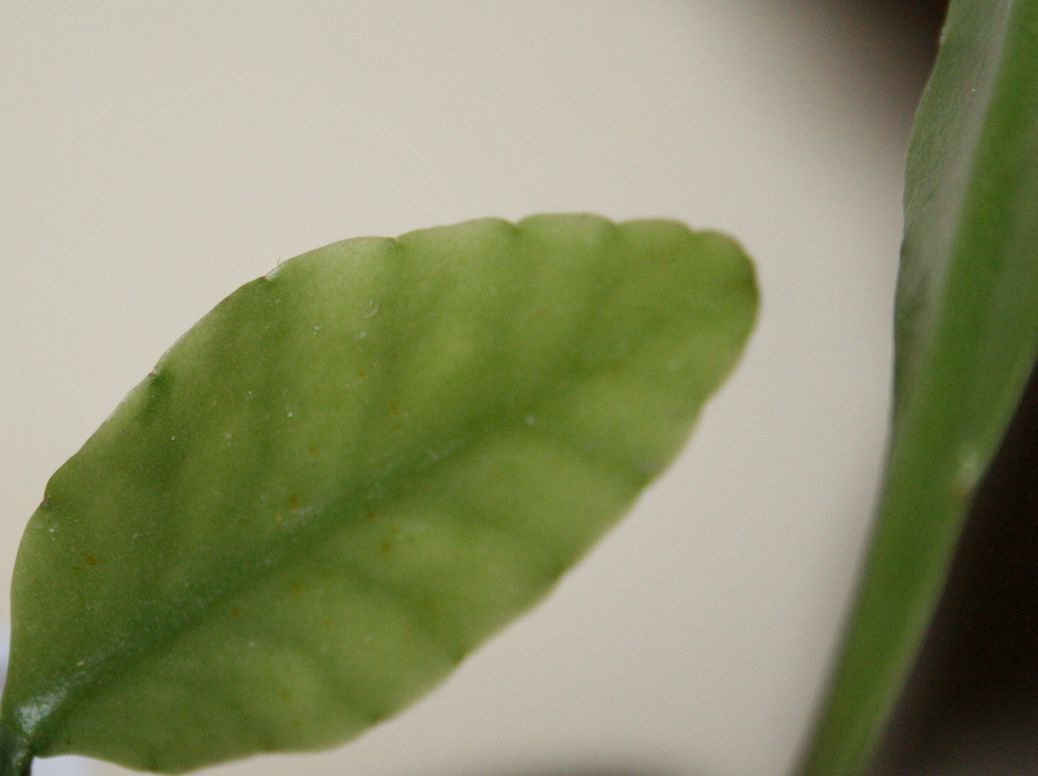
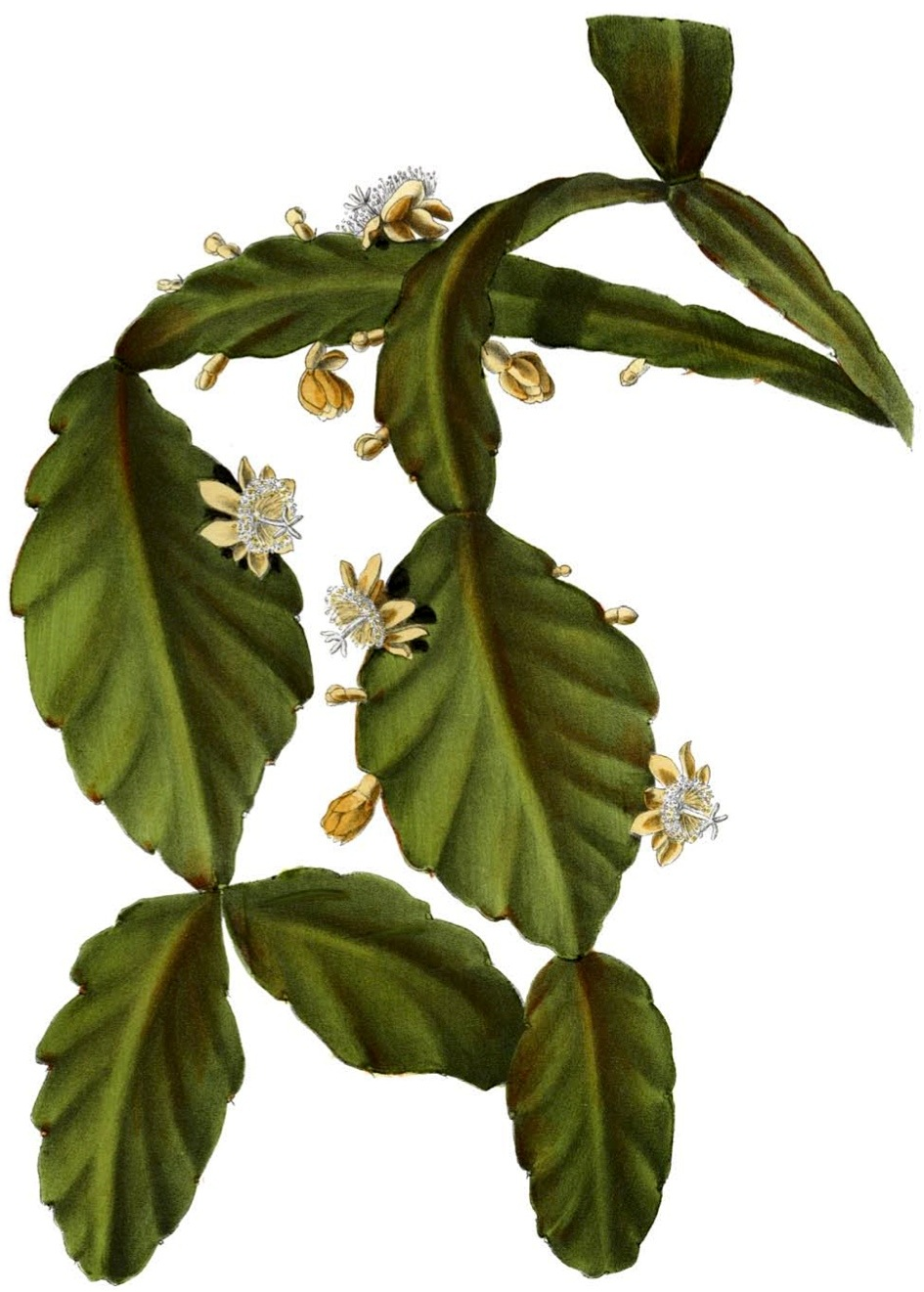
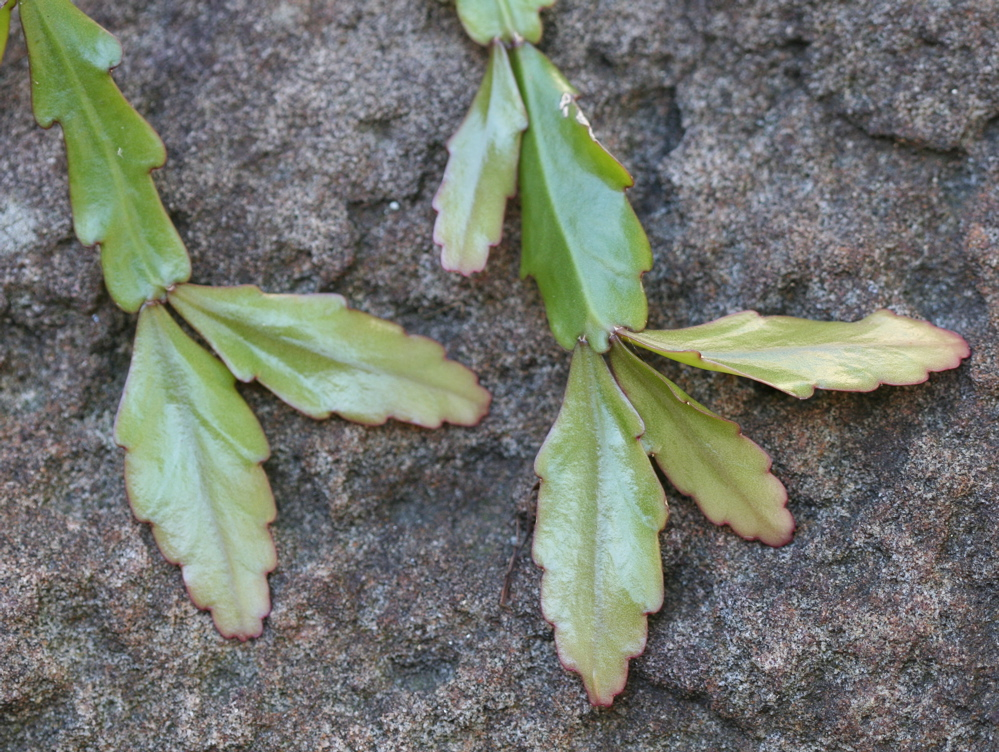